# アンシュ郡

アンシュ郡
Ench

アンシュ郡（アンシュぐん、ハイチ語: Ench、フランス語: Hinche）はハイチ北東部、中央県北西部の郡。アルティボニット川上流域の内陸の郡で、北に北県サン・ラファイェル郡、北東県ヴァリエ郡、東にセカ・ラスース郡、南東にドミニカ共和国エリアス・ピーニャ州及びラスカウォバス郡、南西にミバレ郡、アルティボニット県デサリーヌ郡、北西にマムラード郡と接する。
北東にセカ・カヴァジャル、北西にマイサッド、南にトモンヌ、中央部にアンシュの4つのコミーンが置かれている。郵便番号は51から始まる。

## 脚註
1. 1 2  “Haiti: administrative units, extended”.   GeoHive.com. 2016年10月5日時点のオリジナルよりアーカイブ。2021年8月9日閲覧。
2. ↑  “POPULATION TOTALE, POPULATION DE 18 ANS ET PLUS MÉNAGES ET DENSITÉS ESTIMÉS EN 2015” (pdf).   Institut Haïtien de Statistique et d’Informatique (IHSI). pp. 16 - 17 (2015年3月). 2021年8月9日閲覧。